# 333 (álbum de Tinashe)
333 es el quinto álbum de estudio de la cantante estadounidense Tinashe. Fue publicado de forma independiente a través de su propio sello discográfico Tinashe Music el 6 de agosto de 2021. El proyecto presenta colaboraciones con Jeremih, Kaytranada, Kaash Paige, Absolutely, Wax Motif, Buddy, Channel Tres, Christian Blue y los hermanos de Tinashe, Quiet Child y Kudzai. La edición de lujo del álbum, con cuatro pistas adicionales, se lanzó el 3 de marzo de 2022.

## Título
El título del álbum en sí es una alusión al número angelical 333 asociado con mensajes divinos de protección, amor y destino. Con respecto a la selección del título, Tinashe comentó: “Lo nombré 333 porque realmente sentí que estaba en el camino correcto, en consonancia con lo que debía hacer. Solo quería reconocer eso”.

## Promoción
«Pasadena» con Buddy se lanzó como el sencillo principal del álbum el 4 de junio de 2021. Su video musical, dirigido por Micaiah Carter, se estrenó el 9 de junio de 2021 en la cuenta de YouTube de Tinashe. El video musical fue creado como un esfuerzo de colaboración con la aplicación móvil de fotografía, VSCO, y fue promovido por la compañía a través de un desafío creativo en las redes sociales que alentó a los usuarios a crear y compartir contenidos inspirados en el video musical, utilizando el hashtag #VSCOPasadena. El segundo sencillo, «Bouncin», se lanzó el 9 de julio de 2021 y su video musical se publicó posteriormente el 14 de julio de 2021, dirigido por Llyod Pursall. El sencillo promocional del álbum, «I Can See the Future», se lanzó el 23 de julio de 2021, junto con el anuncio de la lista de canciones del álbum. «Naturally» fue lanzado como el sencillo principal de la edición de lujo del álbum (y el quinto en general) el 14 de febrero de 2022. «HMU for a Good Time» es el sexto sencillo en general y el segundo sencillo de la versión de lujo. El video fue lanzado como sorpresa el 24 de junio de 2022.

## Posicionamiento
| Gráfica (2021)                                | Pico de posición |
| --------------------------------------------- | ---------------- |
| Reino Unido (UK Albums Chart)                 | 56               |
| Estados Unidos (Billboard 200)                | 175              |
| Estados Unidos (Billboard Independent Albums) | 23               |
| Estados Unidos (Billboard Top R&B Albums)     | 20               |